# (9095) 1995 WT2
1995 دابليو تي 2 (ويعرف أيضًا باسم (9095) 1995 دابليو تي 2 وفق تسمية الكوكب الصغير) (بالإنجليزية: 1995 WT2)‏ هو كويكب ضمن حزام الكويكبات؛ وترتيبه 9095 من حيث الاكتشاف.
اكتُشف هذا الجُرم الفلكي بواسطة هيروشي كانيدا في 16 نوفمبر 1995.

## وصلات خارجية
- (9095) 1995 WT2 في قاعدة بيانات مختبر الدفع النفاث لأجرام النظام الشمسي الصغيرة

- الاكتشاف · مخطط المدار ·  العناصر المدارية · المعلمات المادية

- (9095) 1995 WT2 على موقع ويكي سكاي: DSS2, SDSS, GALEX, IRAS, Hydrogen α, X-Ray, Astrophoto, Sky Map, Articles and images